# 20. Fallschirmjäger-Division
Pour les articles homonymes, voir 20e division.
La 20. Fallschirmjäger-Division (20e division parachutiste) est une des divisions de parachutistes (Fallschirmjäger) de l'armée allemande (Wehrmacht) dans la Luftwaffe durant la Seconde Guerre mondiale.

## Historique
La division est formée le 20 mars 1945 à Assen dans le nord de la Hollande, en tant que Division d'entrainement de campagne.
La formation n'a pas été achevée comme prévu, car au lieu de se regrouper à Assen, la plupart des unités sont allées à Oldenbourg. Elle est formée à partir d'éléments de la division de formation et de réserve parachutiste. 
Aucun élément de la division n'a été inclus dans le Feldpostübersicht, de sorte que peu de détails sont connus.

## Commandement
| Début          | Fin        | Grade        | Nom              |
| -------------- | ---------- | ------------ | ---------------- |
| 1er avril 1945 | 9 mai 1945 | Generalmajor | Walter Barenthin |

## Chef d'état-major
| Début      | Fin        | Grade          | Nom                   |
| ---------- | ---------- | -------------- | --------------------- |
| Avril 1945 | Avril 1945 | Major          | Steuer                |
| Avril 1945 | Mai 1945   | Oberstleutnant | Gerhart Schirmer (en) |

## Composition
Avril 1945
- Fallschirm-Jäger-Regiment 58
- Fallschirm-Jäger-Regiment 59
- Fallschirm-Jäger-Regiment 60
- Fallschirm-Artillerie-Abteilung 20
- Fallschirm-Panzer-Jäger-Abteilung 20
- Fallschirm-Flak-Abteilung 20
- Fallschirm-Granatwerfer-Bataillon 20
- Fallschirm-Pionier-Regiment 20
- Fallschirm-Kraftfahr-Abteilung 20
- Fallschirm-Sanitäts-Abteilung 20